# Giennadij Korszykow
Giennadij Jegorowicz Korszykow (ros. Геннадий Егорович Коршиков, ur. 19 lutego 1949 w Leningradzie) – rosyjski wioślarz reprezentujący ZSRR, mistrz olimpijski i dwukrotny medalista mistrzostw świata.

## Kariera
Wystąpił na igrzyskach olimpijskich w Monachium w 1972, wspólnie z Aleksandrem Timoszyninem zdobywając złoty medal w dwójkach podwójnych. Osada ZSRR zwyciężyła, o 0,81 sekundy wyprzedzając Norwegów i o 3,78 sekundy reprezentantów NRD. Na rozgrywanych cztery lata później igrzyskach olimpijskich w Montrealu w tej samej konkurencji startował z Jewgienijem Barbakowem. Radziecka dwójka zajęła czwarte miejsce, przegrywając walkę o podium o 1,42 sekundy z dwójką NRD. 
Na mistrzostwach świata w Lucernie (1974) razem z Władimirem Mustafajewem, Leonidem Koszelem i Jurijem Jakimowem zdobył srebrny medal w czwórkach podwójnych. Następnie wywalczył brązowy medal w dwójkach podwójnych na mistrzostwach świata w Amsterdamie (1977), startując z Jewgienijem Czornym.
Ponadto zdobył srebrny medal w dwójkach podwójnych na mistrzostwach Europy w Moskwie (1973) i brązowy w tej konkurencji na mistrzostwach Europy w Kopenhadze (1971).
Był absolwentem Moskiewskiego Państwowego Instytutu Kultury Fizycznej. Kilkukrotnie zdobywał mistrzostwo kraju: w jedynkach w 1972 oraz w dwójkach podwójnych w latach 1971, 1973 i 1975-1977. Odznaczony Orderem „Znak Honoru” oraz tytułem Zasłużonego Mistrza Sportu ZSRR.